# Orgull i prejudici (pel·lícula de 1940)
Orgull i prejudici (títol original, Pride and Prejudice) és una adaptació cinematogràfica de la novel·la del mateix nom de Jane Austen. Dirigida per Robert Z. Leonard el 1940, la pel·lícula, en blanc i negre, va ser la primera versió de Hollywood d'una obra d'Austen i el primer llargmetratge de les aventures de les germanes Bennet. Un relat que no tornaria a la pantalla gran fins al 2005 amb Orgull i prejudici de Joe Wright.
Els seus principals protagonistes són Greer Garson i Laurence Olivier que van interpretar Elizabeth Bennet i el Sr. Darcy respectivament. Cal destacar, a més, la participació d'Edna May Oliver, que va actuar per penúltima vegada en aquesta cinta interpretant la sempre recta Lady Catherine de Bourgh, i la intervenció de Maureen O'Sullivan, en el paper de la bella i refinada Jane Bennet.
L'atenció que Cedric Gibbons i Paul Groesse van dedicar a tots els detalls de la pel·lícula va valer-los l'Oscar a la millor direcció artística i d'interiors. Un guardó que només tres cintes de Jane Austen han aconseguit: Orgull i prejudici de 1940, Sentit i sensibilitat de 1995 (Oscar al millor guió adaptat) i Emma de 1996 (Oscar a la millor banda sonora).

## Resum
Cinc germanes han de buscar marit a l'Anglaterra del segle xix seguint disciplinadament els valors i moral de l'època i sota l'estreta vigilància de la seva mare, que no dubta a donar consells i jugar les seves pròpies cartes en les aventures amoroses de les seves filles.

## Argument
Any 1835 al Poble de Meryton: La Sra. Bennet (Mary Boland) i les seves dues filles més grans, Jane (Maureen O'Sullivan) i Elizabeth (Greer Garson), estan comprant teles en una botiga del poble quan, de sobte, veuen arribar un elegant carruatge que porta dos nobles i una bella dama. La riquesa que demostren aquests personatges, i el fet que els dos nobles siguin joves i ben plantats, aviat desperta la seva curiositat i, especialment, la de la Sra. Bennet, que no tarda a informar-se del nom dels seus visitants, del seu estat civil i dels seus ingressos anuals. A més, de mà de la seva germana, la Sra. Philips, la Sra. Bennet també descobreix que el grup nouvingut, format pels germans Bingley i el Sr. Darcy (Laurence Olivier), ha llogat la mansió de Netherfield Park, que es troba prop de Meryton, i té la intenció de fer una breu estada al camp anglès. D'aquesta manera, el grup revolucionarà la tranquil·litat del poble però, principalment, les famílies amb noies en edat de casar, com és el cas de la família Bennet, que buscaran assegurar el benestar de les seves filles a través del matrimoni amb un dels dos joves aristòcrates.
La primera prova de foc per a les germanes Bennet serà el Ball de l'Assemblea (actual Ajuntament) a la qual el Sr. Bennet s'ha encarregat de convidar els residents de Netherfield Park. Un ball que servirà perquè el Sr. Bingley quedi enlluernat per la bellesa de Jane Bennet però, al mateix temps, perquè Elizabeth Bennet agafi antipatia al Sr. Darcy. Amagada darrere una columna, Elizabeth sentirà com aquest la critica davant el Sr. Bingley per ser una «noia de província» amb «molt de caràcter». Sentint un profund menyspreu per la seva arrogància, a partir d'aquest moment, Elizabeth no dubtarà a demostrar el seu disgust al Sr. Darcy, encara que només ho pugui fer de forma subtil seguint els cànons de l'època. Una mala opinió que es veurà confirmada pel Sr. Wickham quan aquest li comenti que el Sr.Darcy va incomplir el testament del seu pare negant-li la pensió anual que el seu progenitor li havia deixat.

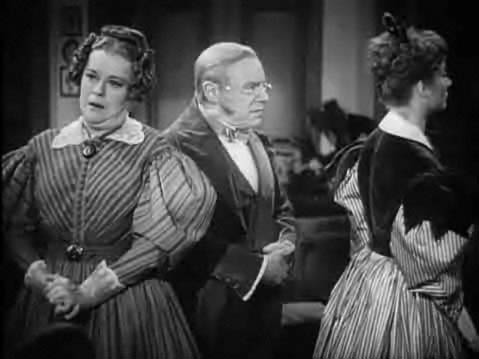
Elizabeth comunica als seus pares que ha rebutjat al Sr. Collins

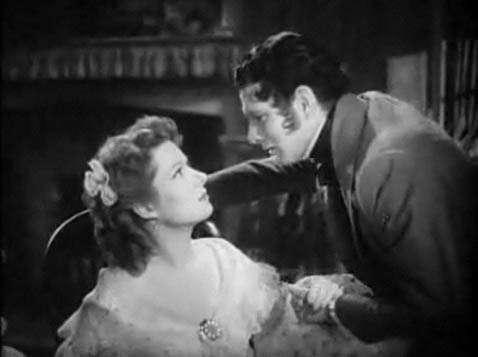
Darcy proposa matrimoni a Elizabeth

Dies més tard, la família Bennet rep la visita del Sr. Collins, cosí del Sr. Bennet i, també, hereu seu. Establert com a bibliotecari de Lady Catherine de Bourgh, el Sr. Collins ha passat per Longbourn, la casa on viuen els Bennet - i que ell heretarà - per escollir una esposa entre les cinc germanes i permetre, així, que la granja quedi en família. Malauradament, amb el beneplàcit de la Sra. Bennet, el Sr. Collins es fixa en la persona menys indicada, Elizabeth, a qui no tarda a proposar-li matrimoni. Malgrat la seguretat econòmica que un casament amb el Sr. Collins li comportaria, Elizabeth està convençuda que una vida amb ell no la faria feliç. D'aquesta manera, Elizabeth rebutja el Sr. Collins i deixa via lliure a la seva amiga Charlotte perquè aquesta pugui acceptar la proposta. Evidentment, la seva mare s'enfada profundament amb ella, ja que no entén que Elizabeth no vulgui el matrimoni. Però, aviat li arriba una altra preocupació: Jane rep una carta de Caroline Bingley que l'informa del retorn de tots els residents de Netherfield a Londres. Per a la Sra. Bennet, la situació és autènticament catastròfica: no només Elizabeth s'ha dignat a rebutjar el Sr. Collins sinó que, a més, Jane ha perdut al Sr. Bingley, dos possibles matrimonis acabats en fracassos.
Aprofitant que l'atenció està centrada en el futur de Jane i la seva relació amb el Sr. Bingley, Elizabeth respon a la invitació de la seva amiga Charlotte anant-la a veure a la seva nova casa de Handsworth (Rosings). Allà, en clau de convidada de la família Collins, coneixerà l'altiva Lady Catherine de Bourgh (Edna May Oliver) i es retrobarà amb el Sr. Darcy que, casualment, és el nebot de la protectora del Sr. Collins. L'estada a Handsworth, però, li donarà més sorpreses de les que esperava. Per un costat, descobrirà que el Sr. Bingley va abandonar Netherfield a causa de la intervenció del Sr. Darcy, que considerava un error la relació del seu amic amb una noia de baixa posició social. I, per l'altre costat, també rebrà la visita del Sr. Darcy, qui li exposarà el seu amor i li demanarà que es casi amb ell. Elizabeth, això no obstant, es veu incapaç d'acceptar l'home que ha destruït la felicitat de la seva germana. I així mateix li respon a Darcy, donant lloc a una breu i intensa discussió entre ells dos que acabarà amb la marxa del Sr.Darcy i el convenciment d'aquest que ha estat un error confessar els seus sentiments.

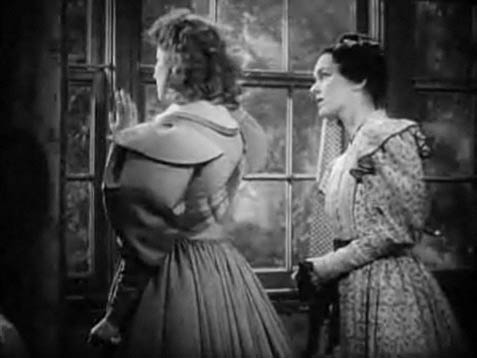
Elizabeth i Jane Bennet es mostren preocupades per Lydia

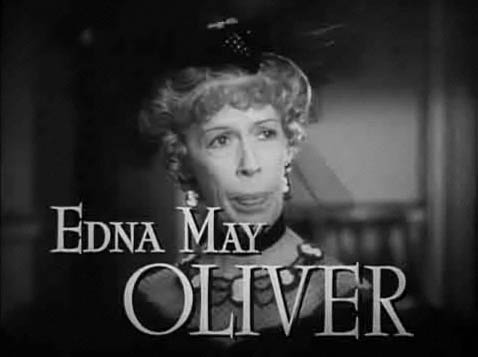
Edna May Oliver com Lady Catherine de Bourgh

De retorn a Longbourn, Elizabeth es trobarà la casa ben exaltada. La seva germana, Lydia, s'ha escapat amb el Sr. Wickham sense casar-se. A més, els rumors que circulen pel poble no són massa optimistes. Segons sembla, el Sr. Wickham deu diners a tots els comerciants de Meryton, i això sense parlar dels seus deutes de joc. Una preocupant situació que s'embolica encara més quan el Sr. Darcy, que ha anat a veure Elizabeth després d'assabentar-se del que ha passat, li explica que la seva germana Georgiana també va estar a punt de fugir amb el Sr. Wickham. Un escàndol que hauria donat a Wickham el control de tota la seva riquesa. Malauradament, mentre que el Sr. Darcy va descobrir a temps el seu pla, Lydia Bennet ha estat menys afortunada i el seu comportament afectarà la reputació de tota la família.
Veient-se exclosos de la bona societat i amb una filla desapareguda, els Bennet es preparen per deixar Longbourn i reprendre la seva vida en un altre lloc. Per sort, l'oncle de les germanes troba la parella a temps per negociar un matrimoni i Lydia no tarda a reaparèixer per la granja amb el seu nou marit. Enmig de l'entusiasme general que provoca la seva arribada, Lady Catherine de Bourgh es presenta a la casa. Estirada com sempre, Lady Catherine exigeix parlar amb Elizabeth. Alarmada per un rumor que ha sentit que vinculava el seu nebot, Darcy, amb ella, intenta obligar Elizabeth a desmentir qualsevol relació i l'amenaça de desheretar Darcy si un compromís tira endavant. Elizabeth, però, no només no s'immuta davant les intimidacions, sinó que, a més, es nega a prometre-li que no acceptarà mai una proposició del Sr. Darcy. Enfurismada, Lady de Bourgh no dubta a criticar la seva família i li torna a fer clarament que, si no hagués estat per la irresponsabilitat de la seva germana, Darcy no s'hauria passat setmanes recorrent els jutjats i carrerons de Londres buscant-la. D'aquesta manera, Elizabeth descobreix que el final feliç que ha tingut Lydia es deu completament a la intervenció de Darcy i, encantada amb ell, i davant la impossibilitat d'agrair-ho a la persona indicada, dona les gràcies a la seva tia. Aquesta però, segueix profundament disgustada amb el resultat de la reunió i acaba marxant ben enutjada.
Davant de la casa, el seu carruatge espera Lady Catherine i, assegut en ell, Darcy. És, doncs, aquest un dels moments claus de la pel·lícula, quan Lady de Bourgh demostra ser una persona completament diferent de la que tothom es pensava que era. Actuant d'ambaixadora de Darcy, ha anat a veure Elizabeth per conèixer els seus vertaders sentiments i poder-los transmetre al seu nebot. Conscient que Elizabeth és la noia adequada per ell, dona la seva benedicció a la relació i instiga a Darcy perquè convenci Elizabeth. Així, aquest no tarda a córrer cap a la casa. Allà, es retroba amb Elizabeth però, a més, amb el Sr. Bingley, qui ha retornat de Londres per declarar-se a Jane. Imitant el seu amic, Darcy torna a oferir-li matrimoni a Elizabeth qui ha descobert que estima Darcy. En aquesta segona proposició matrimonial, per tant, els seus sentiments són corresposts i Elizabeth no dubta a acceptar el seu amor. La pel·lícula tanca amb la Sra. Bennet sospirant de joia mentre observa les dues parelles en el jardí i tramant, de nou, estratègies per aconseguir casar les altres dues germanes que falten.

## Producció

### Preproducció

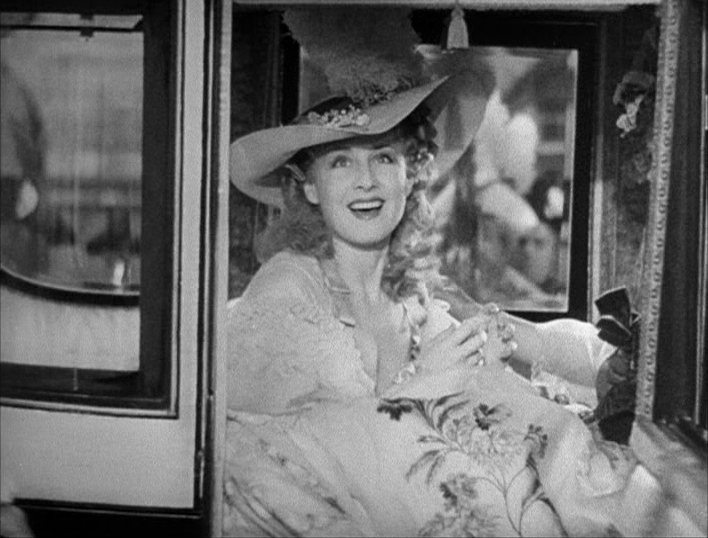
Norma Shearer interpretant a Maria Antonieta el 1938

Malgrat ser una obra repetidament representada en els escenaris des de 1922, la idea de fer una adaptació cinematogràfica d’Orgull i prejudici encara no se li havia ocorregut a ningú a Hollywood a principis del segle xx. Va ser el 28 d'octubre de 1935 quan la novel·la, per casualitat, va cridar l'atenció del productor Harpo Marx. Després de veure a Filadèlfia l'adaptació teatral que Helen Jerome n'havia fet, Pride and Prejudice: A Sentimental Comedy, Harpo va quedar convençut que aquella història tenia futur en el cinema. Així, ràpidament, l'endemà va telegrafiar el productor de la MGM Irving G. Thalberg: «Acabo de veure Orgull i Prejudici. Stop. Show fenomenal. Stop». I, a més, hi va afegir: «Seria fantàstic per Norma. Stop». L'actriu Norma Shearer era la dona de Thalberg i acabava de ser nominada als Oscar per la seva interpretació d'Elizabeth Barrett Browning a The Barretts of Wimpole Street; una altra Elizabeth britànica, per tant, una altra evocació d'un personatge femení literari, hauria estat natural per ella. D'aquesta manera, tot i que la novel·la estava en domini públic, Irving va fer comprar els drets cinematogràfics de l'obra de teatre a la MGM i va encarregar al matrimoni de guionistes format per Sarah Y. Mason i Victor Heerman que l'adaptessin a la pantalla gran. Així, segons una de les publicacions de 1936 de la revista Variety, sota la supervisió d'Irving G. Thalberg, el rodatge de Pride and Prejudice quedava programat per començar el mes d'octubre d'aquell mateix any, amb Clark Gable i Norma Shearer com a protagonistes principals. Malauradament, Thalberg va morir el 14 de setembre de 1936 i la preproducció es va haver de suspendre deixant sobre la taula de la MGM l'elecció d'un nou productor.
Mentre Norma estava de dol per la defunció del seu marit i es retirava temporalment del cinema, Hunt Stromberg va ocupar el lloc de Thalberg al capdavant de la MGM. Durant aquest temps, per tant, la producció de Orgull i prejudici va estar completament parada. No va ser fins a mitjans de 1937 que es van sentir les primeres notícies sobre la cinta, quan la revista The Hollywood Reporter va publicar que Norma Shearer desitjava que la MGM contractés Errol Flynn perquè actués amb ella. D'aquesta manera es va saber que Shearer continuava lligada al projecte, encara que no hi havia res decidit des de l'estudi cinematogràfic. Va ser l'agost de 1939 quan, de nou, The Hollywood Reporter va anunciar formalment que George Cukor dirigiria la cinta, amb Norma Shearer en el paper d'Elizabeth Bennet i Robert Donat en el del Sr. Darcy. A més, l'objectiu de la MGM era rodar la pel·lícula als estudis que estaven a disposició de la companyia a Denham (Anglaterra). El projecte però, es va haver d'aturar una altra vegada. L'agressió hitleriana a Europa i l'esclat de la Segona Guerra Mundial el setembre de 1939 va fer suspendre per segon cop els plans de la MGM.

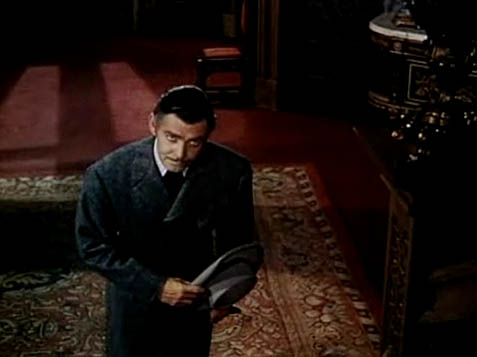
Clark Gable fent de Rhett Butler a Allò que el vent s'endugué

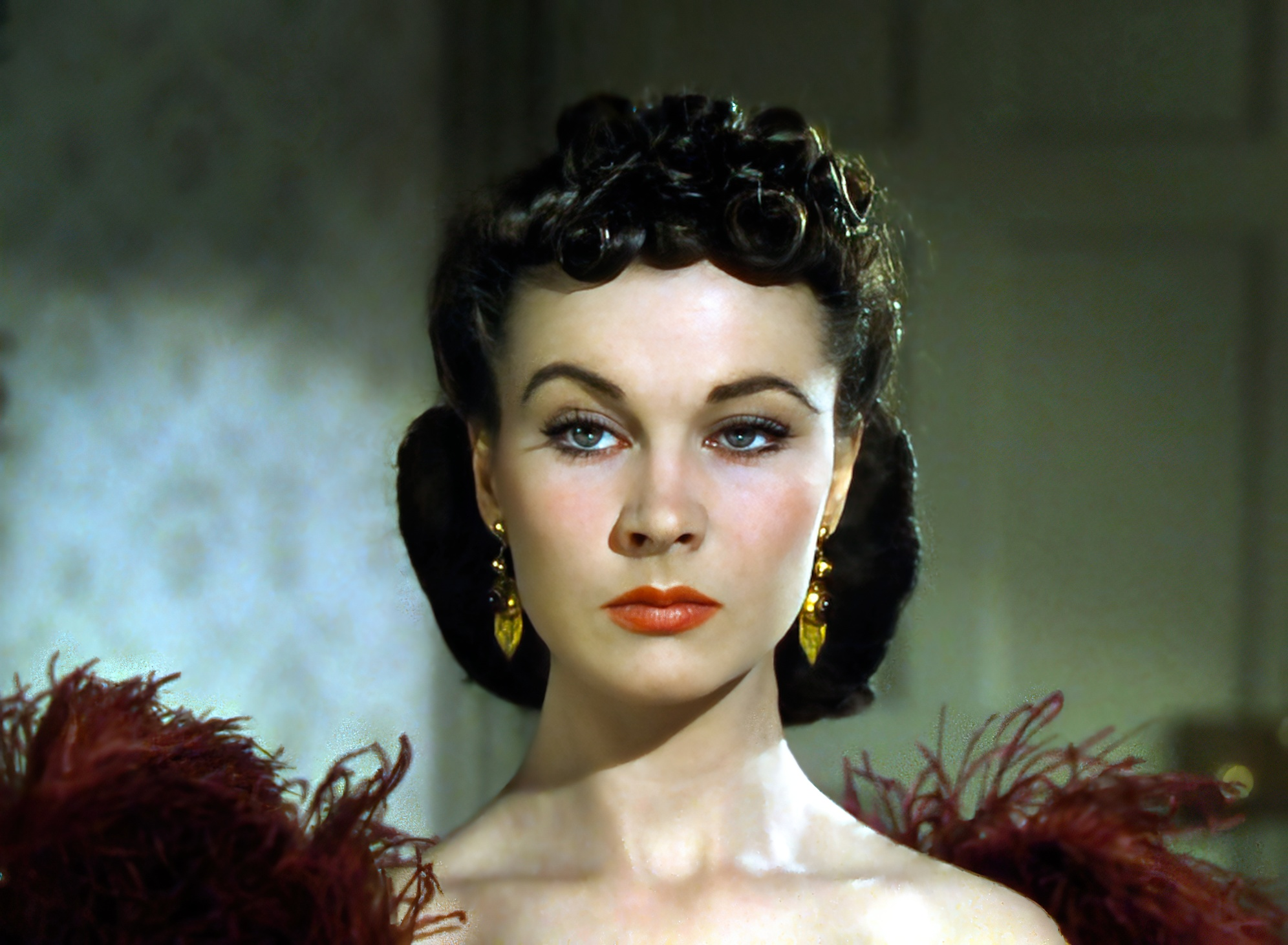
Vivien Leigh en el paper de Scarlett O'Hara a Allò que el vent s'endugué

En aquest context i en un moviment inesperat, Norma Shearer, que ja arrossegava una carrera inestable a causa dels seus dubtes i indecisions, va decidir retirar-se de l'equip cinematogràfic. La renúncia de Shearer, i el consegüent abandonament de Robert Donat, van fer aparèixer noves propostes interpretatives per a la cinta. Entre aquestes cal destacar la de reunir de nou la parella d’Allò que el vent s'endugué, Vivien Leigh i Clark Gable, i també la d'ajuntar Gable amb la seva actriu favorita, Joan Crawford. Gable, de fet, havia estat la primera opció de Thalberg per interpretar el Sr. Darcy i es volia mantenir, en certa forma, l'esperit del projecte de Thalberg. Malauradament, a l'actor no li agradaven massa les pel·lícules d'època i, al final, va acabar rebutjant el paper. En canvi, la seva companya de repartiment, Vivien Leigh, es va mostrar entusiasmada amb la idea de participar en una cinta romàntica i no va dubtar a expressar als productors el seu desig de ser Elizabeth Bennet.
Havent aconseguit Vivien Leigh com a protagonista principal, per tant, s'havia de buscar un actor que pogués ficar-se en la pell de l'altiu i arrogant Sr.Darcy. Darrere de Gable, el següent candidat era Robert Taylor. Això no obstant, Taylor havia estat contractat per participar en la pel·lícula Waterloo Bridge i ja no estava disponible. Va ser en aquest moment quan Vivien va proposar a Hunt Stromberg de formar parella amb Laurence Olivier. Olivier, de fet, acabava d'estrenar Cims borrascosos on representava Heathcliff, la cinquena essència de l'heroi romàntic anglès, i, com a parella real de Vivien, feia temps que tenia ganes de treballar amb ella. D'aquesta manera, Stromberg, qui ja havia vist l'actuació d'Olivier i, igual que Leigh, considerava que ell era l'actor ideal per encarnar el Sr. Darcy, va oferir-li integrar-se en l'equip d'Orgull i prejudici, i Olivier va acceptar.
Segons l'autobiografia de Laurence Olivier, aquest va entrar a formar part del repartiment de Orgull i prejudici convençut que Vivien Leigh seria la seva coprotagonista i que George Cukor els dirigiria. Per decepció seva, però, cap dels dos hi acabaria intervenint. Per un costat, a causa de tots aquests canvis i per problemes de calendari amb un altre rodatge d'aquesta mateixa època, el de la pel·lícula Susan and God, Cukor ja no podia fer-se càrrec de la direcció d'Orgull i prejudici. Així, el director va ser substituït per Robert Z. Leonard. Leonard era en aquell moment un dels directors més ocupats i exitosos de Hollywood, amb una variada experiència en filmografia. Havia rodat des de drames romàntics com Susan Lenox a esplèndids espectacles com The Great Ziegfeld i musicals populars com Maytime. Era un director reconegut i establert a Hollywood des de 1907 i, per tant, segons la MGM, era l'home indicat per manejar una producció amb l'elevat pressupost d'1.437.000 dòlars.
Per l'altre costat, Louis B. Mayer, cap dels Estudis MGM, seguint el consell de David O. Selznick, va decidir prescindir de Vivien, ja que, en aquest moment, Vivien i Laurence mantenien una relació extra-marital i, per tant, ajuntar-los en el cinema era perillós. Mayer va considerar que la seva aventura no només podia portar mala publicitat a l'empresa, sinó que, a més, podia fer que la pel·lícula fos censurada per la Legió de la Decència. Així, L.B. va proposar a Greer Garson pel paper i, després que Stromberg li donés un cop d'ull, es va decidir que l'actriu anglesa podia ser la seva millor elecció. Aprofitant que els Estudis al mateix temps que produïen Orgull i prejudici preparaven una altra obra amb ambientació britànica, Waterloo Bridge, Vivien Leigh va ser persuadida perquè acceptés ser-ne la protagonista, amb la solemne promesa que Olivier seria el que li faria la rèplica masculina. Olivier però, ja havia firmat el contracte per participar en Orgull i prejudici. Per tant, al final, Vivien Leigh es va veure lligada al projecte de Waterloo Bridge al costat de Robert Taylor mentre Olivier era aparellat amb Greer Garson, que era l'opció més desitjada per la Metro-Goldwyn-Mayer.

### Repartiment

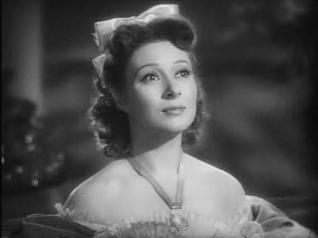
Greer Garson com Elizabeth Bennet

Acabada d'arribar d'Anglaterra a Hollywood, Greer Garson tot just firmava un contracte de set anys amb la Metro quan els preparatius d'Orgull i prejudici començaven el 1937. Va ser la coincidència de la seva nominació als Oscars per la reeixida Goodbye, Mr. Chips (1939), amb l'allargament de la producció de la pel·lícula de Jane Austen, el que va fer que fos considerada pel seu rol principal. Després de la popularitat que Greer havia aconseguit per la seva representació de la Sra. Chips, Louis B. Mayer es va dedicar a buscar-li noves interpretacions que estiguessin a la seva alçada i que consolidessin la seva nova protegida com a estrella cinematogràfica. Finalment, el gener de 1940 Mayer va creure que havia trobat el paper ideal perquè Greer Garson es pogués exhibir als Estats Units: el d'Elizabeth Bennet en el projecte de Hunt Stromberg Orgull i prejudici. Malauradament, per aquelles dates, Norma Shearer, l'actriu preferida en els drames d'època de la MGM com The Barretts of Wimpole Street, Romeo and Juliet i Maria Antonieta, estava compromesa amb la història i estava disposada a ser-ne la protagonista. Només la retirada de Shearer deixaria la plaça vacant.
Encara que la següent candidata a Elizabeth Bennet va ser Vivien Leigh, la seva relació adúltera amb l'actor designat per ser el Sr.Darcy, Laurence Olivier, podia provocar molta polèmica. Per això, al final, Mayer va recomanar al productor Hunt Stromberg que es replantegés l'elecció de Vivien i li va proposar, per segona vegada, que donés una oportunitat a la seva recent descoberta. D'aquesta manera, Greer Garson va adquirir el paper de la filla mitjana dels Bennet i els Estudis van quedar contents amb un desenllaç que cada cop semblava més afortunat. Els periodistes no van tardar a fer-se eco de la notícia. El Baltimore Evening Sun va escriure en concret: «Orgull i prejudici sembla més adequat per Greer Garson que per Norma Shearer. Potser ho és, però per què no se l'hi va dir primer abans de deixar que es fes il·lusions amb el rol de Susan?». De fet, abans de saber que Garson participaria en la versió en pantalla d'Orgull i prejudici, Mayer havia trobat una altra producció que podia interessar-li, la de Susan and God. El canvi sobtat de rols, per tant, havia decebut a Greer. Tot i així, després de la primera impressió, l'actriu es va mostrar satisfeta amb la idea de rodar una història ambientada en el seu període preferit, el de la societat anglesa del segle xix.

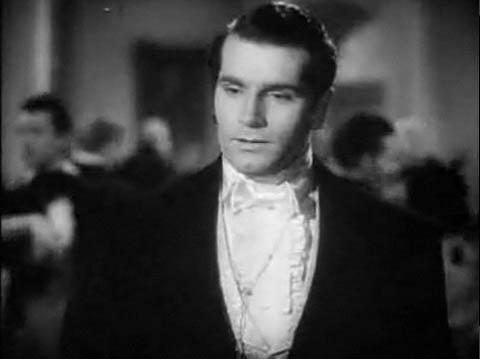
Laurence Olivier com Fitzwilliam Darcy

Mentrestant, el seu antic mentor, Laurence Olivier, acceptava fer de Darcy amb la condició que Vivien Leigh estaria amb ell i que la direcció recauria en George Cukor. Aquest arranjament però, va desaparèixer abans que la tinta del seu contracte s'acabés d'assecar. Sentint-se traït, Olivier va ser testimoni de com Vivien era enviada amb Robert Taylor al plató de Waterloo Bridge mentre ell havia d'expressar el seu amor a una dona que no li semblava la indicada. Anys més tard, en la seva autobiografia, Olivier admetria: «Estava molt descontent amb la pel·lícula. Era difícil fer de Darcy mentre l'estimada Greer era per mi tot un error en el paper d'Elizabeth». Malgrat la seva frustració en veure's separat en el cinema de Leigh, el fet que les dues cintes es filmessin al mateix estudi i a les mateixes hores va permetre als enamorats visitar-se mútuament en els rodatges. A més, els treballadors els van veure sovint llegint el guió de la seva següent producció teatral junts, la de Romeu i Julieta.
Amb ells, la resta de l'equip interpretatiu s'acabaria d'unir al projecte. Així, Marsha Hunt, una actriu independent que tant havia treballat amb la MGM, com amb la Paramount i la RKO, va ser escollida per representar la germana d'Elizabeth Bennet, Mary Bennet. Maureen O'Sullivan va aconseguir una de les seves millors representacions cinematogràfiques amb aquesta pel·lícula fent de germana gran de Greer, Jane Bennet. A més, la veterana actriu, Edna May Oliver, participaria com la impossible Lady Catherine de Bourg i, Mary Boland i Edmund Gwenn interpretarien el matrimoni Bennet. Completarien el repartiment Ann Rutherford i Heather Angel com les dues germanes Bennet que falten, Lydia i Kitty Bennet. La MGM, per tant, va beneficiar la cinta amb tot un grup d'actors secundaris que ja eren coneguts per l'audiència per altres comèdies i drames romàntics.
Segons els crèdits de la pel·lícula, aquesta és la llista principal dels intèrprets que hi participen (ordenats per casa):
| Intèrpret          | Personatge       |
| ------------------ | ---------------- |
| Greer Garson       | Elizabeth Bennet |
| Maureen O'Sullivan | Jane Bennet      |
| Ann Rutherford     | Lydia Bennet     |
| Heather Angel      | Kitty Bennet     |
| Marsha Hunt        | Mary Bennet      |
| Mary Boland        | Sra. Bennet      |
| Edmund Gwenn       | Sr. Bennet       |

| Intèrpret       | Personatge               |
| --------------- | ------------------------ |
| Edna May Oliver | Lady Catherine de Bourgh |
| Gia Kent        | Anne de Bourgh           |
| Melville Cooper | Sr. Collins              |
| Karen Morley    | Sra. Collins             |

| Intèrpret        | Personatge        |
| ---------------- | ----------------- |
| Laurence Olivier | Fitzwilliam Darcy |
| Frieda Inescort  | Caroline Bingley  |
| Bruce Lester     | Sr. Bingley       |

| Intèrpret     | Personatge        |
| ------------- | ----------------- |
| Edward Ashley | Sr. Wickham       |
| Marten Lamont | Sr. Denny         |
| E.E. Clive    | Sir William Lucas |
| Marjorie Wood | Lady Lucas        |
| May Beatty    | Sra. Philips      |

### Vestuari

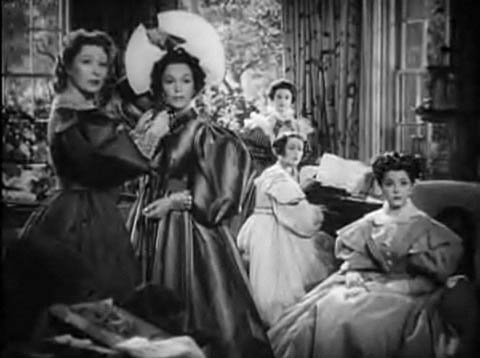
Les germanes Bennet amb vestits de l'època victoriana

Les dones Bennet amb vestits d'estil imperi

Orgull i prejudici de la MGM és l'única versió cinematogràfica de Hollywood d'una novel·la de Jane Austen que no s'ambienta en l'època de l'escriptora. Orgull i prejudici va ser escrita entre el 1796 i el 1797, just en plena època georgiana a Gran Bretanya, i es va publicar el 1813, durant el període de la Regència. En canvi, els vestits dissenyats per la pel·lícula no segueixen els estàndards de finals del segle xviii i principis del XIX sinó de mitjans del segle xix.
Segons sembla, el dissenyador, Adrian, va comentar a Robert Z. Leonard la possibilitat de situar la pel·lícula en un període més tardà que el de la novel·la per tal de poder crear un vestuari més luxós i opulent. Una idea que va entusiasmar a Greer Garson qui considerava que es veuria més atractiva amb un vestuari de l'època victoriana que de la Regència. Malgrat tot, aquesta llicència artística no s'explica tant pel desig del personal de la pel·lícula sinó pel modest pressupost amb què es comptava.
En aquest moment, Estats Units acabava de sortir d'una profunda crisi borsària que havia provocat un llarg període de depressió econòmica. Per tant, tenint en compte que s'havien d'evitar les despeses innecessàries, la MGM, que acabava de produir una altra història que havia requerit una elevada inversió en vestuari, Allò que el vent s'endugué, va pensar que la millor manera d'estalviar era aprofitant alguns dels vestits creats expressament per la pel·lícula de 1939. D'aquesta manera, molts dels vestits dissenyats per Walter Plunkett per Allò que el vent s'endugué van ser reutilitzats l'any següent en algunes de les escenes més multitudinàries de Orgull i prejudici. El dissenyador d'Orgull i prejudici, per tant, només es va haver de dedicar a crear vestits nous pels seus protagonistes que, evidentment, van seguir el mateix estil que el del vestuari de la cinta de Clark Gable i Vivien Leigh
En concret, el vestuari d'Orgull i prejudici es va basar en cossets premuts, cintures estretes i, mànigues i faldilles enormes i bufades. Unes peces que contrasten radicalment amb l'estil imperi dels vestits que sempre s'atribueixen a les novel·les de Jane Austen, més informals i pràctics. A més, tot aquest conjunt de peces femenines van venir acompanyades per un complement imprescindible en l'època victoriana, el barret. Un complement en forma de petxina que emmarca les cares de les actrius. D'aquesta manera, la pel·lícula, tot i ser en blanc i negre, ofereix unes imatges que són un autèntic luxe per a la vista, especialment en les escenes dels balls, ja que en totes elles, el vestuari adquireix el seu propi protagonisme embolcallant els actors amb tuls i sedes.

## Reacció
La pel·lícula es va estrenar el 26 de juliol de 1940 al Radio City Music Hall, per exprés desig de Greer Garson. La cinta va tenir bastant d'èxit i va atraure una de les millors audiències mai aconseguides pels cinemes durant el mes d'agost. A més, les crítiques rebudes, en general, van ser força favorables. Tot això va propiciar que la taquilla tanqués amb bons resultats. Després de 4 setmanes al Music Hall la cinta havia recollit al voltant d'1.849.000 dòlars.

### Crítica
Encara que avui en dia els experts reconeixen que aquesta pel·lícula es queda a vegades curta com una adaptació cinematogràfica d'Orgull i prejudici, els crítics contemporanis van ser bastant generosos amb els seus elogis.
John O'Hara del Newsweek va descriure Orgull i prejudici com una «elegant comèdia de costums» que havia millorat respecte a l'adaptació teatral de Helen Jerome i que, amb el seu compactat argument, era «més semblant a la novel·la». Això no obstant, encara que O'Hara va apreciar que la pel·lícula inclogués «una sorprenent mostra dels diàlegs de Jane Austen», també va observar que «la principal novetat del guió va ser la seva inevitable condescendència amb la taquilla caracteritzant la història en una benavinguda comèdia». Philip T. Hartung de la revista Commonweal va trobar alguns defectes en la direcció de Leonard de la qual va dir que «no seguia la millor tradició cinematogràfica, però... executava amb apropiada finesa la subtil sàtira d'Austen». Tanmateix, va concloure que la producció de Hunt Stromberg era «excel·lent». El New Yorker va proclamar Orgull i prejudici com «una de les millors pel·lícules de l'any, en part perquè els escriptors de l'adaptació no van intentar millorar la prosa d'Austen». I Bosley Crowther, en la seva anàlisi del 9 d'agost del 1940 del New York Times, va classificar la cinta com «la comèdia de costums més deliciosa, i la sàtira més vivificant i xispenjant que mai havia vist en la pantalla gran».
Per la seva banda, l'equip interpretatiu també va ser sotmès a debat. La revista Time va considerar tot el repartiment «excel·lent» assenyalant la representació d'Olivier que «des del moment que ell, com el Sr.Darcy, camina per la sala de ball de Meryton amb el seu memorable menyspreu, es pot dir que comença la pel·lícula». Altres crítics van coincidir notant que, després de la seva interpretació de Heathcliff a Cims borrascosos, «Olivier havia recuperat la familiar vena d'amant perdut» que tan bé feia (New Yorker). Hartung va alabar la invulnerabilitat de Darcy i el seu impassible desdeny, encara que va creure que hi havia «massa moviment de mans, fins i tot per una comèdia de costums», una tendència també remarcada per Otis Ferguson del New Republic. De fet, Olivier, segons Ferguson, no estava ben dirigit pel guió però, «es mantenia calmat excepte per aquesta alarmant tendència de demostrar les alteracions emocionals onejant les mans». En canvi, Flin de la revista Variety simplement va observar que Olivier semblava «molt infeliç en el seu paper».
La representació de Greer Garson també va ser sotmesa a escrutini. Fins aquest moment, els crítics, en general, s'havien mostrat dubtosos respecte al vertader talent de Greer Garson. Val a dir però, que amb aquesta pel·lícula tots ells van estar d'acord sobre la seva sublim interpretació. Bosley Crowther va comentar: «Greer Garson és Elizabeth - 'l'estimada i bella Lizzie' - acabada de sortir del llibre, o millor dit: serena, graciosa, continguda, enginyosa, intermitentment tossuda i tan agradable com una dona pot ser. Laurence Olivier és Darcy, això és tot el que hi ha per dir - l'arrogant i sarcàstic Darcy». El New Yorker va remarcar: «Greer Garson és l'elecció perfecta per interpretar a Lizzie. Una dona bella que és al mateix temps intel·ligent, o almenys sembla intel·ligent, no es veu cada dia a Hollywood - o, segons com, enlloc més. Garson realment demostra el que significa ser dona; moltes de les actrius de Hollywood són nenes i es mantenen nenes anys després.»
Així, la pel·lícula es va considerar que reflectia molt bé l'esperit de la novel·la, utilitzant uns diàlegs, amb accent anglès, que la mateixa Jane Austen podia haver escrit, amb l'excepció d'algunes llicències artístiques ben justificades.

### Premis
Tot i que Orgull i prejudici no es podia comparar amb les clàssiques produccions de Hollywood, la seva popularitat i bones crítiques li van reportar diversos reconeixements professionals en els festivals cinematogràfics. Entre ells, cal mencionar els següents on destaca, principalment, el Premi Oscar obtingut per Cedric Gibbons i Paul Groesse en la cerimònia celebrada el febrer de 1941:
Premis Oscar
- Guanyadora per:
  - Millor Direcció Artística per Cedric Gibbons i Paul Groesse

National Board of Review
- Guanyadora per:
  - Millor Actuació per Greer Garson

## La novel·la i la pel·lícula
Tots els guionistes cinematogràfics que adapten obres literàries clàssiques a la pantalla gran saben que és pràcticament impossible condensar tota una novel·la en només dues hores d'imatges. Per això, sempre hi ha algunes pel·lícules que tenen més semblança amb el text original que d'altres. Segons els crítics cinematogràfics de 1940, Orgull i prejudici respon amb fidelitat a la història de les germanes Bennet. Actualment, però, i amb la possibilitat de poder comparar-la amb altres adaptacions cinematogràfiques com la de Orgull i prejudici de 2005, els seguidors dels treballs de Jane Austen li troben bastants mancances amb relació a l'obra inicial. Vegem, doncs, què és el que diferencia el guió d'Orgull i prejudici amb l'escrit de Jane Austen:

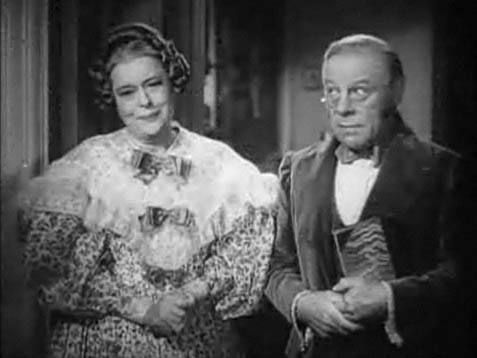
El matrimoni Bennet

Per començar, del vestuari de la pel·lícula s'interpreta que els guionistes han situat les germanes Bennet cap al 1835, ja ben entrada l'època victoriana. Encara que hom estigui completament despitat respecte al període en el qual s'ambienten les novel·les de Jane Austen, de les dates de la vida de l'escriptora (1775-1817) es pot deduir que no és possible que siguin els anys 1830. A més, Orgull i prejudici va ser una de les seves primeres obres, escrita entre el 1796 i 1797 i publicada el 1813. Això, per tant, situaria la família Bennet a finals de l'època georgiana o a principis de la Regència. Un important detall cronològic que no només s'ha canviat sinó que, a més, s'ha ratificat a través dels diàlegs dels seus personatges. Així, la Sra. Bennet, al principi de la pel·lícula, quan descobreix l'estat civil del Sr. Bingley exclama: «Cinc mil lliures i no està casat! És la millor notícia que he sentit des de la batalla de Waterloo!». Tenint en compte que la Batalla de Waterloo va tenir lloc el 1815, és evident que l'argument de la cinta s'ambienta en un període postnapoleònic, a diferència de la novel·la on, de les visites de la milícia, s'entreveu que la guerra amb Napoleó encara no ha acabat.
En segon lloc, el ball de Netherfield Park, descrit cap al final de la novel·la, és substituït per una festa campestre en la mateixa finca. D'aquesta manera, les dues escenes de ball que Jane Austen incorpora a la seva obra, el ball de l'Assemblea i el ball de Netherfield Park, es transformen en una primera escena de presentació en el ball de l'Assemblea i després, en una fina reunió social en el típic jardí anglès de Netherfield Park. A la pel·lícula, per tant, l'objectiu ja no és exposar la societat anglesa del segle xix a través d'una breu indagació en els seus costums i tradicions, tal com era la intenció de l'escriptora, sinó en fer més visuals les imatges. Una finalitat que s'aconsegueix fent circular els actors pel jardí de Netherfield Park sense les restriccions i límits que suposen els escenaris interiors. Una estratègia cinematogràfica que permet, al mateix temps, ensenyar lliurement el glamourós i opulent vestuari creat especialment per la pel·lícula.

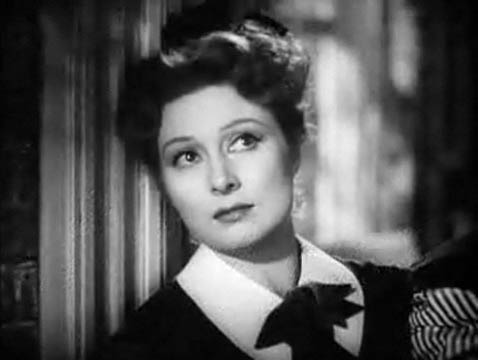
Greer Garson com Elizabeth Bennet

A més, l'edat dels actors de la pel·lícula és bastant més madura que la que se suposa als personatges de la novel·la. Així, mentre que Greer Garson i Laurence Olivier es trobaven ja en la trentena quan van rodar la cinta, l'Elizabeth Bennet i el Sr.Darcy creats per Austen només tenien una vintena d'anys. Aquest canvi s'explica, sobretot, per l'experiència professional que els dos artistes afegien a l'equip interpretatiu, habitual, en general, en les històries romàntiques de Hollywood. Olivier, pel seu costat, havia estat prèviament vist a Cims borrascosos (1939) i Rebecca (1940), i Garson, per l'altre costat, havia rebut especial reconeixement internacional per la seva interpretació de la Sra.Chips a Goodbye, Mr. Chips (1939). D'aquesta manera, l'audiència, acostumada a veure'ls en papers semblants, aviat va passar per alt aquesta discrepància amb l'obra d'Austen i els va acceptar en el context cinematogràfic.
Això no obstant, la diferència més destacada d'aquesta versió d'Orgull i prejudici és la completa transformació del caràcter de Lady Catherine de Bourg. Al final de la història, Lady de Bourgh es presenta a la casa familiar dels Bennet completament alterada pels rumors que ha sentit sobre una relació entre Elizabeth i el seu nebot. L'enfrontament que segueix a aquesta visita esdevé una autèntica exigència quan Lady Catherine li vol fer prometre a Elizabeth que no es casarà amb Darcy. Però, mentre que a la novel·la aquesta exigència és una vertadera demanda, a la pel·lícula aquesta escena és un engany de Lady de Bourgh per tal de provar la sinceritat de l'amor d'Elizabeth. Així doncs, Aldous Huxley i Jane Murfin, redactant el guió d'Orgull i prejudici, van convertir la indignada i desaprovadora Lady Catherine de la novel·la en una afectuosa guardiana del seu nebot. Una ambaixadora que, no només aprova el matrimoni entre Elizabeth i Darcy sinó que, a més, té un paper fonamental en la seva reconciliació.